# Rafael Fernandes
Rafael Fernandes è un comune del Brasile nello Stato del Rio Grande do Norte, parte della mesoregione dell'Oeste Potiguar e della microregione di Pau dos Ferros.